# Manduca lefeburei
Manduca lefeburei is een vlinder uit de familie van de pijlstaarten (Sphingidae). De wetenschappelijke naam van de soort is voor het eerst geldig gepubliceerd in 1844 door Félix Édouard Guérin-Méneville.